# Непружність
Непружність — характеризує відхилення від пружної поведінки кристалічних матеріалу в зоні пружної деформації.
Одним із основних проявів непружної поведінки є внутрішнє тертя, яке спричиняє незворотне розсіювання частини механічної енергії під час деформування. В реальних матеріалах деформація відстає на певний час від зміни навантаження. Ця затримка може бути зумовлена різноманітними процесами теплової, магнітної чи атомної перебудови, які проходять під впливом зміни навантаження. Якщо пружна деформація зникає миттєво, непружна деформація зникає з відставанням протягом певного часу релаксації. Непружної поведінки матеріалу можна уникнути, якщо проводити деформування нескінченно повільно, створюючи умови для того, щоб одночасно зі зміною навантаження встигала відбутися перебудова його внутрішнього стану.
У зоні переходу від пружних до пружнопластичних деформацій (поблизу границі пружності) внаслідок неоднорідності за структурою, хімічним складом, напруженим станом в окремих ділянках матеріалу може відбуватися макропластична деформація, незважаючи на те, що макрооб'єм ще перебуває в пружному стані. У цьому разі ефекти непружної поведінки посилюються, виникають інші вияви непружності, наприклад ефект Баушінґера. За подальшого зростання напружень (вище границі пружності) непружна поведінка втрачає свою значимість з огляду на розвиток пластичної деформації.